# Сігне Бергман
Сігне Вільгельміна Ульріка Бергман (швед. Signe Wilhelmina Ulrika Bergman, 1869–1960) — шведська феміністка та громадська діячка.

## Біографія
Народилася 10 квітня 1869 року в Стокгольмі, в родині державного службовця Йогана Вільгельма Бергмана (Johan Wilhelm Bergman), племінниця Мартіни Бергман-Естерберг.
Отримала домашню освіту. Кілька років працювала у Великій Британії, зокрема в інституті гімнастики її кузини Мартіни Естерберг, а також в якості помічниці дослідника в Британському музеї. Повернувшись до Швеції, працювала скарбничою в іпотечному банку Швеції (Sveriges allmänna hypoteksbank), в 1907 році була редакторкою журналу Rösträtt för kvinnor. Проживала одна.
Сігне Бергман стала активною учасницею шведської організації за політичне право голосу жінок (Landsföreningen för kvinnans politiska rösträtt, LKPR) в 1905 році, була членкинею правління Стокгольмського відділення даної організації в 1906—1914 роках і головою правління головної організації в 1914—1917 роках. У 1911 році вона організовувала і брала участь в Міжнародному конгресі за права голосу жінок у Стокгольмі, який зібрав 110   представниць із різних країн світу. Бергман подала у відставку з поста голови LKPR в 1917 році після того, як у шведському Риксдагу було відхилено пропозицію про право жінок на голосування. У подальшому вона активно брала участь у жіночій правозахисній організації Frisinnade kvinnor та в діяльності ліберальної політичної партії Frisinnade landsföreningen (Національна спілка вільнодумних).
Померла 9 травня 1960 року в приході Оскар. Похована на стокгольмському Північному кладовищі (Норра бегравнінгсплатсен).